# Carried Away

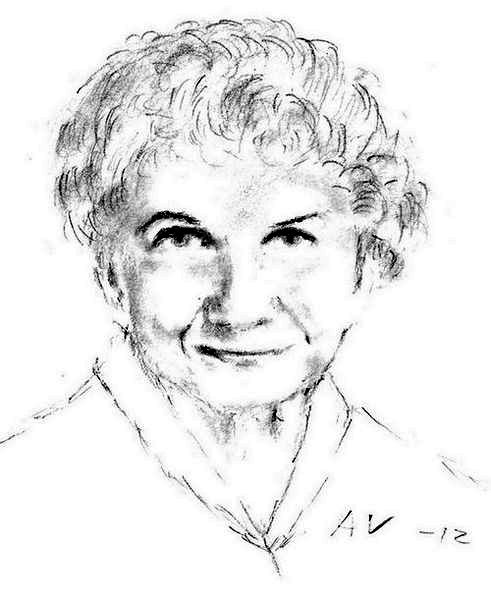
Alice Munro. Nobelpreis für Literatur 2013

Carried Away (1991/1994) ist eine Short Story von Alice Munro, in der die Handlung eine Zeitspanne von mehr als 30 Jahren hat und in der es um nachträgliche Versionen von Ereignissen geht, die zuvor als Gelebtes erzählt worden sind.

## Handlung
Die Handlung umfasst eine Zeitspanne von gut 40 Jahren im Leben von Louise und darin vor allem die Umstände und Ereignisse in Bezug auf vier Affären und einen Arbeitsunfall an einer Maschine, der viel Aufsehen erregt. Louise ist 1917, wo die Geschichte während des Ersten Weltkriegs einsetzt, etwa 25 Jahre alt. Gegen Ende der Geschichte, Mitte der 1950er Jahre, ist Louise verwitwet und als Senior-Chefin der lokalen Fabrik tätig. Es wird weitgehend chronologisch erzählt, wobei der Erzähler bei mehreren Gelegenheiten das weiter vorn auf der Ebene der Geschichte bereits Erzählte von einer der Figuren erneut erzählen oder vor dem inneren Auge einer Figur Revue passieren lässt. Im letzten Abschnitt tritt im Ton des Erzählers ein quasi-Nacherzähler auf, der eine Lebensphase von Louise expliziert, die in einer chronologischen Reihung der Abschnitte an fünfter Stelle gestanden hätte – statt hier an fünfzehnter Stelle, dem letzten Abschnitt. Im letzten Satz geht es um Verklingendes.

## Kapitel
- Letters (10 Seiten)
- Spanish Flu (7 Seiten)
- Accidents (20 Seiten)
- Tolpuddle Martyrs (12 Seiten)

## Interpretationen
Auf einer allgemeinen Ebene gehe es in „Carried Away“ darum, wie Gesellschaft in der Folge von Krieg auf das Produzieren und Verkaufen reduziert werde und wie sich eine solche Kommodifizierung im Verlust von Gemeinschaft, von Natur, von Geschichte, von Ritual und Familie niederschlage, so Robert Lecker in einem Beitrag von 1999. „Carried Away“ sei tragisch, insofern enthüllt werde, dass es kein Selbst außerhalb von Erzähltem gebe und keine Lebensweise außerhalb derjenigen Zwänge, die mit einem literarischen Bewusstsein in Verbindung gebracht werden, dessen Lektürepraxen geformt worden seien, um Profit und Produktivität zu verbessern oder um die Macht von Institutionen zu vergrößern, die auf Wirtschaft und Kapital ausgerichtet sind.
„Carried Away“ zähle zu denjenigen Werken Munros, in denen es um Briefe geht, die die Eitelkeit oder Falschheit oder sogar die Bösartigkeit ihrer Schreiber demonstrieren, so Margaret Atwood in ihrer zwölfseitigen Einleitung zu Alice Munro's Best. Der Titel der Erzählung wird in wörtlicher Form durch eine männliche Figur auf eine andere männliche Figur angewendet.
Carol L. Beran meint, dass Carried Away derjenigen Geschichte bemerkenswert ähnlich sei, die Thomas Hardy in seinem Werk An Imaginative Woman erzählt.

## Ausgaben und Versionen
Die erste Version der Erzählung erschien am 21. Oktober 1991 in The New Yorker, die zweite Fassung wurde drei Jahre später mit einem Umfang von 49 Seiten in Munros Kurzgeschichtenband Open Secrets (1994) aufgenommen, der auf Deutsch mit dem Titel Offene Geheimnisse (1996) publiziert worden ist. Auf Englisch ist „Carried Away“ auch die Titelstory der amerikanischen Ausgabe von Munros viertem Auswahlband. Diese Erzählung war auch zuvor schon dreimal wieder publiziert worden. „Carried Away“ ist, gleichauf mit „Hateship, Friendship, Courtship, Loveship, Marriage“, das am häufigsten von Munro selbst wieder publizierte Werk aus der Zeit vor 2003.
Die Zeitschriftenversion von 1991 und die Buchversion von 1994 bestehen je aus vier Kapiteln in 15 Abschnitten und weisen diese in derselben Reihung auf, die Fassungen unterscheiden sich aber in einigen Sätzen. In Abschnitt 4 wurde ein Satz gestrichen (Änderung hier jeweils kursiv): „One of the girls in this group was Grace Horne. She did not say anything.“ Abschnitt 8 beginnt: „The piano factory, which had started out making pump organs, stretched along the west side of town,...“ In Abschnitt 13 wird im vorletzten Absatz ein Satz eingefügt: „She was beginning to feel a faintly sickening, familiar agitation. She could feel that over nothing. But once it got going, telling herself that it was over nothing did no good.“ Im ersten Fünftel des 14. Abschnitts wird die Beschreibung einer visuellen Täuschung von der ersten zur zweiten Fassung variiert: Statt „On the ground a little way off slept a white calf, which Louisa would not accept, so she squinted at it until it stirred and roused itself and turned into a dingy dog. It trotted over and looked her for a moment...“ heißt es später „Behind the first row of chairs she thought she saw a sheep lying on the ground, but it turned into a dirty-white dog, which trotted over and looked at her for a moment.“ Im letzten Drittel desselben Abschnitts wird ein Absatz anders zu Ende geführt: „'A normal life,' she repeated--and a giddiness seemed to be taking over, a widespread forgiveness, a tender notion of understanting between hin and herself. 'What do you think I mean by that?'“ wird zu: „a widerspread forgiveness of folly, alerting the skin of her spotty hand, her dry, thick fingers that lay not far from his, on the seat of the chair between them. An amorous flare-up of cells, of old intentions. 'Oh, never dies'.“